# Sân bay Lodja
Sân bay Lodja (IATA: LJA, ICAO: FZVA) là một sân bay ở Lodja, Cộng hòa Dân chủ Congo.

## Hãng hàng không và điểm đến
| Hãng hàng không                | Các điểm đến     |
| ------------------------------ | ---------------- |
| Compagnie Africaine d'Aviation | Kinshasa–N'djili |